# Saint-Denis-le-Ferment
Saint-Denis-le-Ferment é uma comuna francesa na região administrativa da Normandia, no departamento de Eure. Estende-se por uma área de 18,41 km². Em 2010 a comuna tinha 511 habitantes (densidade: 27,8 hab./km²).